# Llano de las Piedras
Llano de las Piedras är en ort i Mexiko.   Den ligger i kommunen Cochoapa el Grande och delstaten Guerrero, i den sydöstra delen av landet, 260 km söder om huvudstaden Mexico City. Llano de las Piedras ligger 2 335 meter över havet och antalet invånare är 105.
Terrängen runt Llano de las Piedras är kuperad åt sydväst, men åt nordost är den bergig. Runt Llano de las Piedras är det ganska tätbefolkat, med 60 invånare per kvadratkilometer. Närmaste större samhälle är Malinaltepec, 18,3 km väster om Llano de las Piedras. I omgivningarna runt Llano de las Piedras växer huvudsakligen savannskog.